# Munhwaŏ
Le munhwaŏ (en chosŏn'gŭl : 문화어, hancha : 文化語, litt. : « langue cultivée »), également appelée en Corée du Sud bukhaneo (hangeul : 북한어 ; hanja : 北韓語 ; litt. « langue coréenne du Nord »), est la langue standard de Corée du Nord.
Le munhwaŏ est adopté comme standard en 1966. La proclamation de son adoption déclare que le dialecte pyŏng'an, parlé dans la capitale de Corée du Nord, Pyongyang, et ses environs, lui a servi de base.